# Landsteiner (Mondkrater)
Landsteiner ist ein kleiner Einschlagkrater im Mare Imbrium. Unmittelbar südlich erhebt sich ein niedriger Meeresrücken namens Dorsum Grabau. Jenseits dieses Höhenzuges liegt weiter im Süden der auffällige Krater Timocharis. Westlich von Timocharis erstreckt sich der Dorsum Higazy.
Landsteiner ist kreisrund und schüsselförmig. Er weist keine nennenswerten Erosionsspuren auf.
Ehe er im Jahre 1976 durch die IAU seinen heutigen Namen erhielt, war Landsteiner unter der Bezeichnung 'Timocharis F' bekannt.